# Vialaeaceae
Vialaeaceae is een monotypische familie van schimmels uit de orde Xylariales. Het typegeslacht is Vialaea, hetgeen ook het enige geslacht is.
Soorten in de familie worden verspreid in zowel gematigde als tropische gebieden van de wereld, waar ze parasitair op twijgen groeien.